# Sarre (Wielka Brytania)
Sarre – wieś w Anglii, w hrabstwie Kent, w dystrykcie Thanet. Leży 13 km na północny wschód od miasta Canterbury i 97 km na wschód od centrum Londynu. W 2001 miejscowość liczyła 130 mieszkańców.